# Marta Ortega
Marta Ortega Pérez, född 10 januari 1984 i Vigo, Spanien, är en spansk ekonom och ryttare.
Marta Ortega Pérez är dotter till Amancio Ortega Alvarez och Flora Pérez och är det yngsta av Amancio Ortegas tre barn. Sandra Ortega är hennes halvsyster. Hon utbildade sig i företagsekonomi på Universidade da Coruña i La Coruna samt på European Business School London vid Regent's University i London, och har därefter arbetat inom familjen Ortegas företag Inditex i A Coruña.
Hon har tävlat i banhoppning med hästar från familjens hästgård Centro Hipico Casas Novas i La Coruña.
Hon var gift 2012–15 med Sergio Álvarez Moya, tävlingsryttare i banhoppning, och har en son med honom, född 2013.